# Lisette Turdfjæll
Elisabeth Catharina (Lisette) Turdfjæll, även Turdfjell och Turdfjäll, född Westman 13 oktober 1782 i Piteå, död 4 januari 1848 i Öjebyn, Piteå socken, var en svensk industriidkare.
Lisette Turdfjæll var dotter till läroverksrektorn Olof Westman i Piteå och dennes hustru Elisabeth Catharina Granlund. Hon gifte sig 1804 med officeren Johan Peter Turdfjæll och kom efter hans död 1808 att driva hans industriprojekt Långviks glasbruk i Piteå socken i kompanjonskap med sin svåger Jonas Gustaf Turdfjæll, som hon också gifte sig med 1818. Denne var då justitiekansler och bosatt i Stockholm men avled redan 1819, varvid hon återvände till hembygden och drev glasbruket vidare, tills hon gick i personlig konkurs 1823 och bruksverksamheten omorganiserades.